# Tucupita
Tucupita, (originalmente llamada San José de Tucupita), es una ciudad venezolana, capital del Municipio Tucupita y de Delta Amacuro. Fue fundada el 31 de julio de 1848 por personas provenientes de la Isla de Margarita. Esta ciudad experimentó un gran auge a partir de 1933 gracias a la explotación petrolera que se mantuvo hasta comienzos de la década de 1960.
En la actualidad se han instalado servicios administrativos, comerciales, aserraderos y refinerías de los yacimientos cercanos de petróleo, por lo que Tucupita concentra el 84,0 % de la población del municipio. Para 2023 contaba con 130 532 habitantes. 
Contrasta la integración entre la cultura ancestral de los waraos y la mestiza formada a partir del descubrimiento del territorio venezolano por parte de Cristóbal Colón.

## Datos generales

### Historia

Municipio Tucupita.

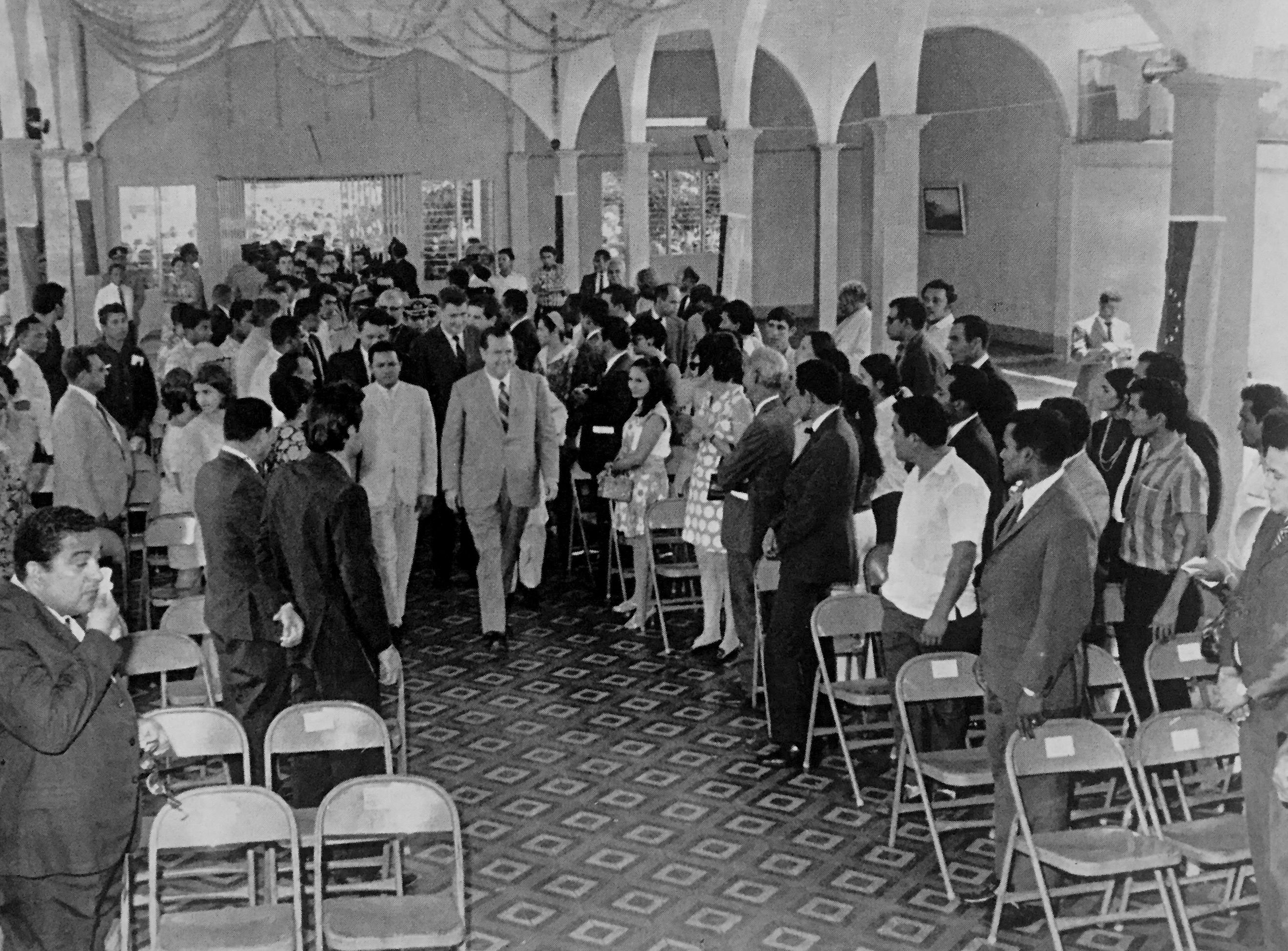
Visita del presidente Rafael Caldera al Concejo Municipal de Tucupita, 1970.

Los primeros habitantes de lo que hoy es Tucupita fueron los indios Waraos, quienes utilizaron el vocablo que describe los suelos inestables para nombrar la zona. 
El corsario inglés Sir Walter Raleigh ya mostraba en el siglo XVI la existencia de un asentamiento poblado al cual alude como Tucupity Village. El 31 de julio de 1848 la ciudad fue oficialmente fundada por colonos provenientes de la Isla de Margarita, quienes decidieron asentarse en la orilla oriental del caño Mánamo.
El 24 de enero de 1888 recibió el título de capital del Territorio Federal Delta, pero entre 1901 y 1905 fue desplazada por San José de Amacuro. Desde 1933 hasta mediados de la década de 1960, la ciudad experimentó un gran auge por la actividad petrolera.
El 3 de agosto de 1991 Delta Amacuro pasó de territorio federal a estado, elevándose así la categoría de Tucupita como capital de una entidad regional. 

### Ubicación
Está situada a 110 km de la costa sobre la orilla oriental del caño Mánamo, donde empalma con el pequeño y sinuoso caño Tucupita, que corre en dirección este y desemboca en el Atlántico.
La distancia a la ciudad de Caracas, capital de Venezuela, es de 717 km.
Es la capital estatal más baja del país y la segunda ciudad con dicho estatus después de Lagunillas, estado Zulia; con 5 metros bajo el nivel del mar.

### Flora y fauna

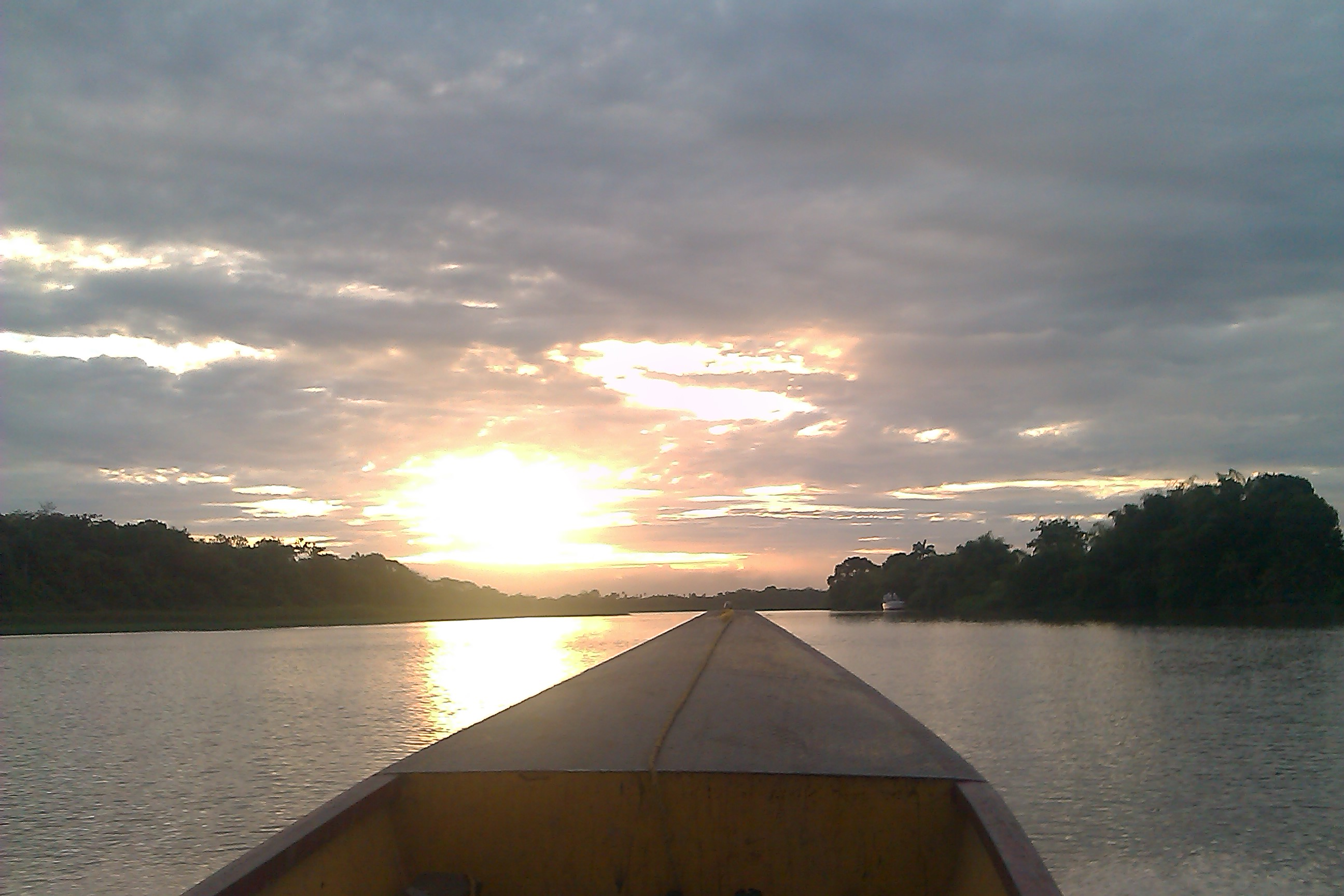
Atardecer en el Delta del Orinoco.

Delta Amacuro consiste casi enteramente de pantanos del delta del río Orinoco. El caliente y húmedo Tucupita se ubica bien adentro del delta, dentro del Caño Mánamo (una de las dos mayores ramificaciones del delta del Orinoco). Este se aproxima por un camino que corre a lo largo del tope de una gigantesca barrera construida en la década de 1960 para formar una tierra seca. El proyecto es considerado por muchos como fallido, ya que se ha creado una interrupción ecológica por la falta del agua salada del delta.
A pesar de ser un enorme reservorio de flora y fauna, como consecuencia del descubrimiento de yacimientos de petróleo en la zona oeste, se ha producido un sustancial daño ecológico.

### Temperatura
La temperatura promedio anual de Tucupita es de 29.1 °C.

### Clima
| Parámetros climáticos promedio de Tucupita | Parámetros climáticos promedio de Tucupita | Parámetros climáticos promedio de Tucupita | Parámetros climáticos promedio de Tucupita | Parámetros climáticos promedio de Tucupita | Parámetros climáticos promedio de Tucupita | Parámetros climáticos promedio de Tucupita | Parámetros climáticos promedio de Tucupita | Parámetros climáticos promedio de Tucupita | Parámetros climáticos promedio de Tucupita | Parámetros climáticos promedio de Tucupita | Parámetros climáticos promedio de Tucupita | Parámetros climáticos promedio de Tucupita | Parámetros climáticos promedio de Tucupita |
| Mes                                        | Ene.                                       | Feb.                                       | Mar.                                       | Abr.                                       | May.                                       | Jun.                                       | Jul.                                       | Ago.                                       | Sep.                                       | Oct.                                       | Nov.                                       | Dic.                                       | Anual                                      |
| ------------------------------------------ | ------------------------------------------ | ------------------------------------------ | ------------------------------------------ | ------------------------------------------ | ------------------------------------------ | ------------------------------------------ | ------------------------------------------ | ------------------------------------------ | ------------------------------------------ | ------------------------------------------ | ------------------------------------------ | ------------------------------------------ | ------------------------------------------ |
| Temp. máx. abs. (°C)                       | 38                                         | 40                                         | 41                                         | 38                                         | 42                                         | 40                                         | 38                                         | 39                                         | 40                                         | 42                                         | 39                                         | 41                                         | 43                                         |
| Temp. máx. media (°C)                      | 32                                         | 33                                         | 34                                         | 32                                         | 36                                         | 34                                         | 32                                         | 31                                         | 31                                         | 36                                         | 31                                         | 34                                         | 33                                         |
| Temp. media (°C)                           | 27                                         | 30                                         | 30                                         | 29                                         | 35                                         | 29                                         | 28                                         | 28                                         | 27                                         | 27                                         | 29                                         | 31                                         | 29.2                                       |
| Temp. mín. media (°C)                      | 24                                         | 26                                         | 26                                         | 26                                         | 24                                         | 25                                         | 23                                         | 24                                         | 22                                         | 22                                         | 21                                         | 24                                         | 23.9                                       |
| Lluvias (mm)                               | 28                                         | 41                                         | 39                                         | 33                                         | 45                                         | 152                                        | 201                                        | 214                                        | 188                                        | 62                                         | 52                                         | 44                                         | 1099                                       |
| Horas de sol                               | 193                                        | 191                                        | 193                                        | 191                                        | 194                                        | 179                                        | 176                                        | 177                                        | 190                                        | 189                                        | 191                                        | 196                                        | 2260                                       |
| Humedad relativa (%)                       | 90                                         | 93                                         | 93                                         | 92                                         | 94                                         | 95                                         | 93                                         | 94                                         | 92                                         | 94                                         | 95                                         | 94                                         | 93.3                                       |
| [cita requerida]                           |                                            |                                            |                                            |                                            |                                            |                                            |                                            |                                            |                                            |                                            |                                            |                                            |                                            |

### Economía

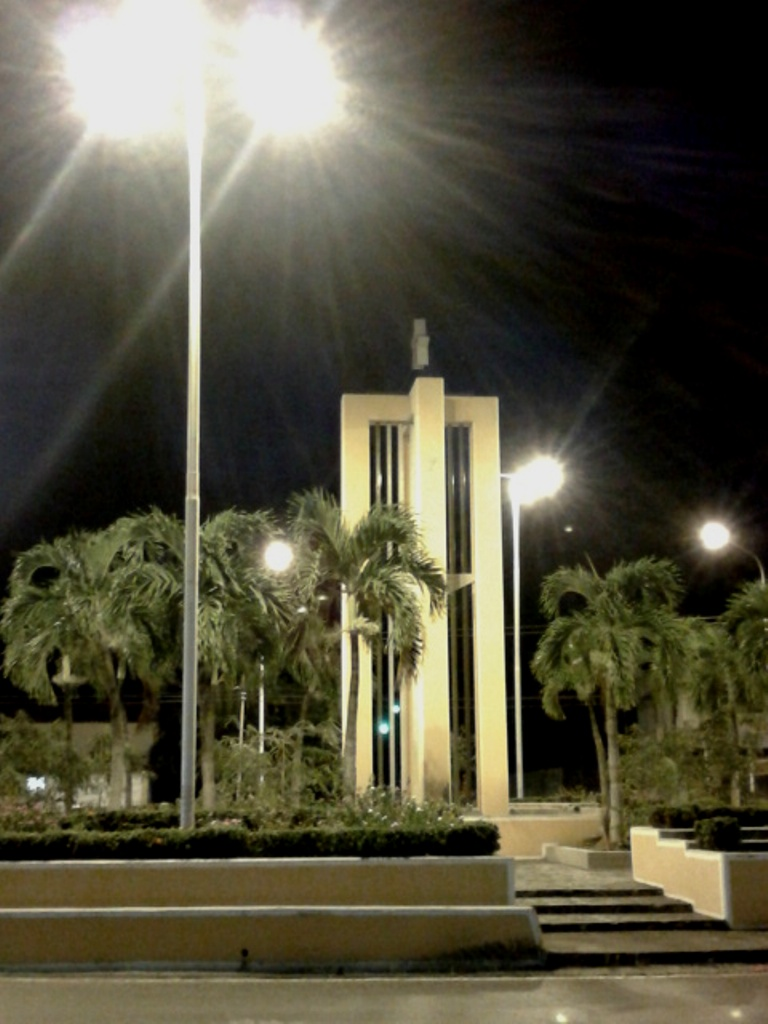
Obelisco de Tucupita, Entrada al centro de la ciudad.

La economía de Tucupita es precaria ya que depende únicamente de los recursos del Estado, principal empleador de la entidad. El resto de la economía se mueve gracias a pequeños y medianos comerciantes de la región. Otra fuente de ingresos es el turismo. 
Muchos deltanos han optado por mudarse a otros estados cercanos (Monagas, Bolívar y Estado Anzoátegui) en búsqueda de fuentes de trabajo ya que en Tucupita y en el resto de los municipios no hay ningún tipo de industrias que puedan darle impulso a su economía.
En un periodo entre 2015 y finales de 2017 la escasez de productos de primera necesidad golpeo muy fuerte el comercio en Tucupita por lo que se produjeron saqueos en el centro de la ciudad que empeoraron la situación.
Actualmente se encuentra una refinería de petróleo que impulsa la economía de mejor forma y representa uno de los pocos productos industriales del estado.

### Ecoturismo
Es una de las principales fuentes de ingreso de la región. Los turistas que visitan los caños del Delta, arriban por los diferentes aeropuertos del oriente de Venezuela y entran a los caños por los estados que rodean al Delta (Monagas y Bolívar). Los principales campamentos turísticos se encuentran en la desembocadura del río Morichal Largo, el Guamal, Boca de Tigre, Pedernales, y hacia la zona de los poblados del Bajo Delta.

## Turismo

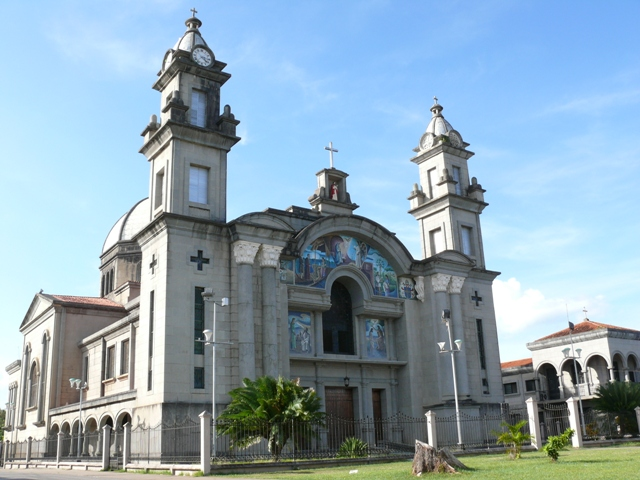
Catedral de la Divina Pastora

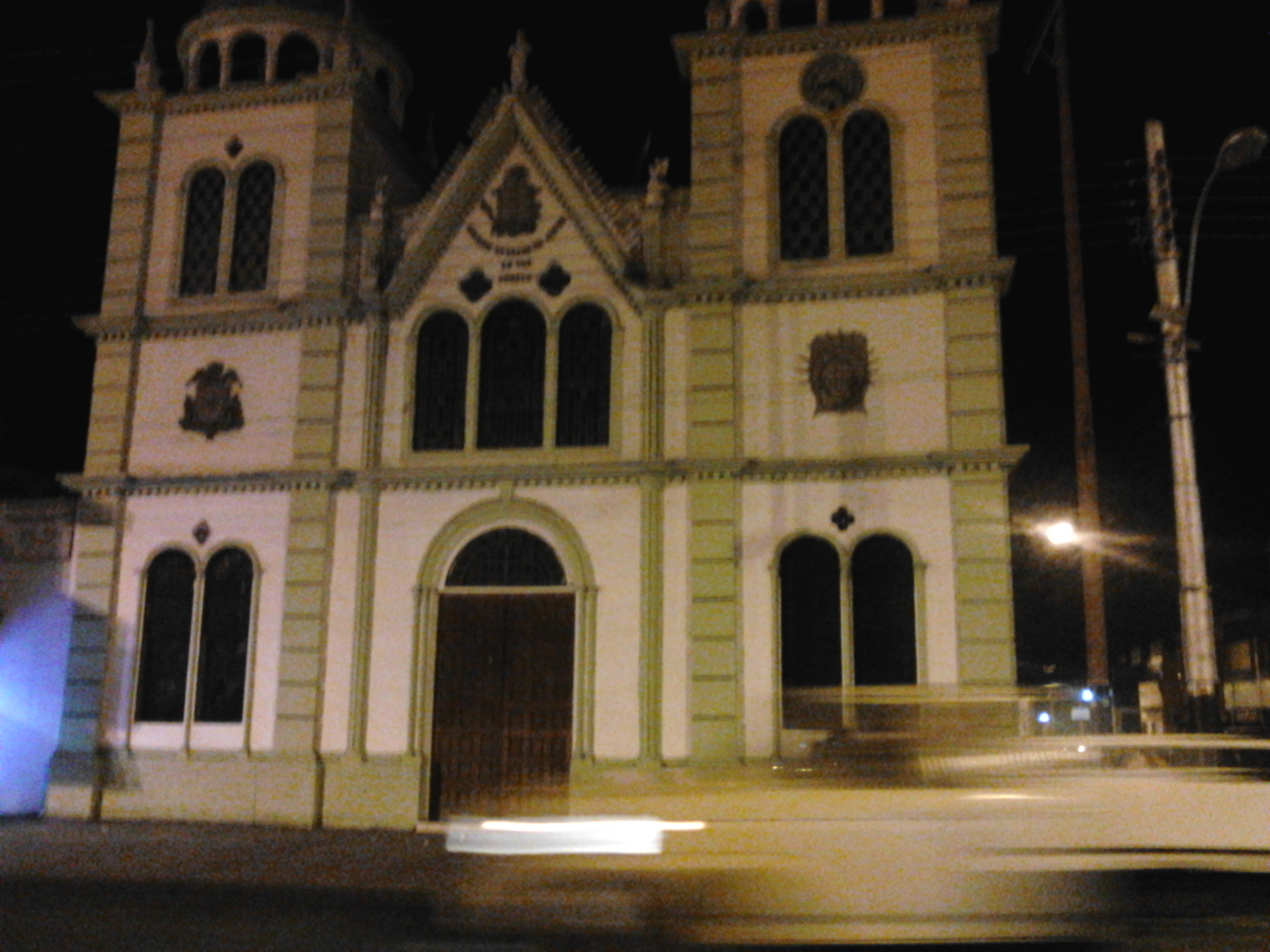
Iglesia San José de noche

### Iglesia Catedral Divina Pastora
La construcción de la Catedral de la Divina Pastora inició en 1957 y fue inaugurada el 26 de septiembre de 1982. Es una de las obras arquitectónicas más representativas de la ciudad. Se encuentra ubicada entre la avenida Arismendi y la calle La paz. El espacio interno es de 1352 m² con dos torres y una altura máxima de 32 metros.

### Iglesia San José
Se encuentra ubicada entre la calle Mánamo y la avenida Arismendi, frente al paseo Malecón Mánamo. Fundada en 1919, tuvo como sede un galpón abandonado adaptado para el oficio religioso. En 1928 el párroco Nicolás de Cármenes inició la construcción de la iglesia frente a la plaza Bolívar. Después de los constantes e inútiles gastos para la estabilización del terreno, se decidió trasladarla a su ubicación actual. Entre 1932 y 1939 se construyó su fachada y a principios de la década de 1940 se agregaron los decorados y piso de granito que la han identificado desde entonces.

### Plaza Bolívar

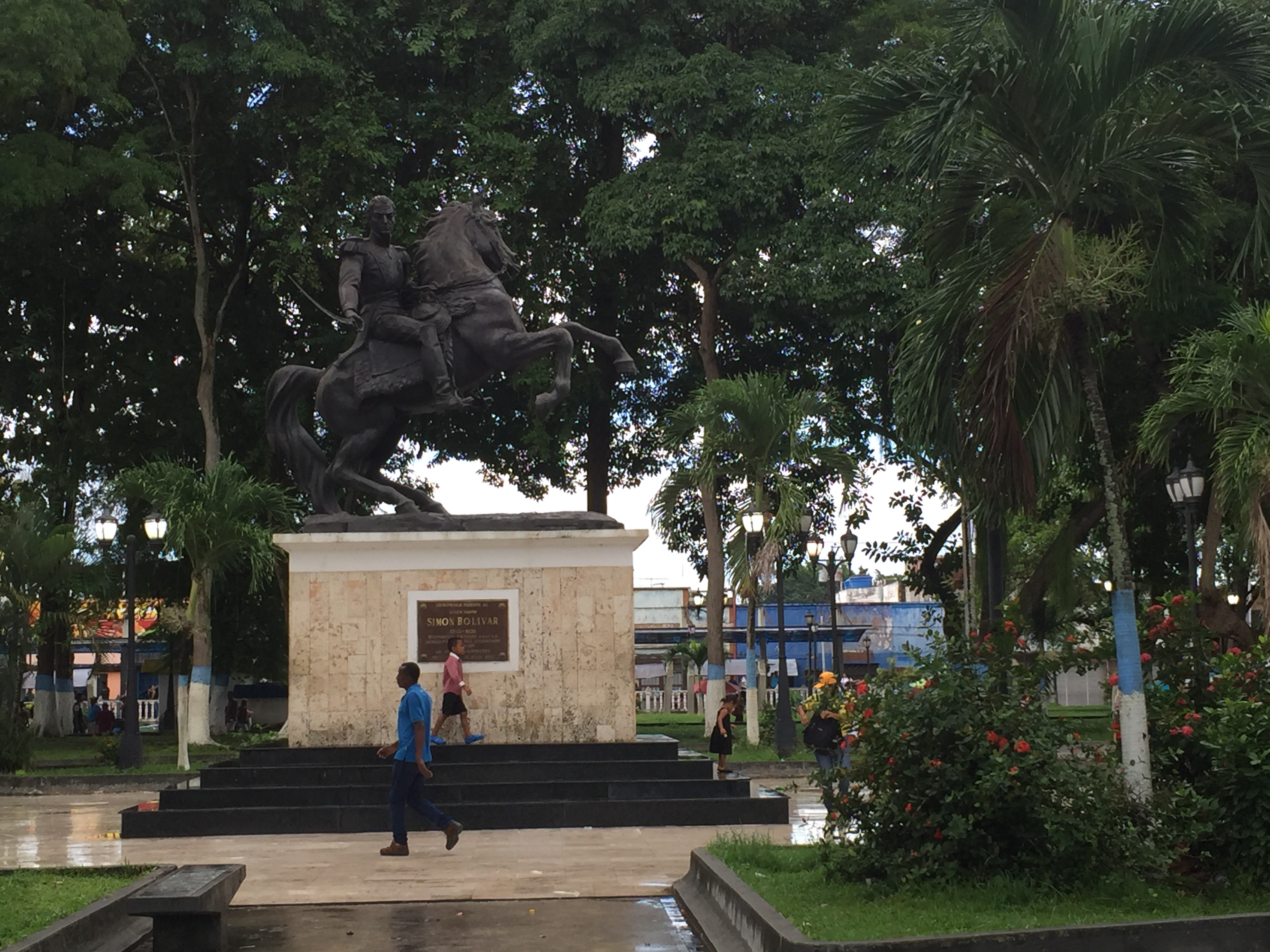
Plaza Bolívar

Fue inaugurada por el general Jesús María Osorio el 17 de diciembre de 1930 al conmemorarse el centenario de la muerte de Simón Bolívar. En sus alrededores se pueden encontrar diversos vendedores ambulantes con turrones de leche y coco, anillos y pulseras indígenas, así como tiendas de productos artesanales.

### Paseo Malecón Mánamo
El paseo está ubicado a lo largo de la calle Mánamo, en el extremo oeste de Tucupita. Su construcción data de 1940. Está provisto de fuentes, bancos, jardineras, lago artificial y Concha Acústica. Es un sitio de concentración para la gran mayoría de los deltanos. Desde allí se pueden alquilar botes para trasladarse a los caños y misiones del delta.

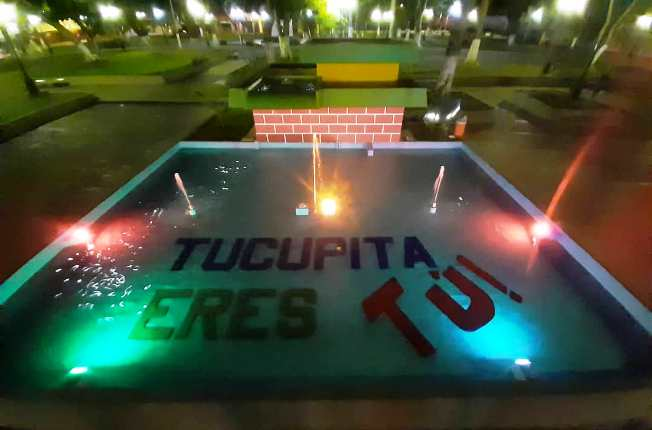
Fuente de la plaza Bolívar

## Educación

### Institutos Universitarios e Institutos Privados
- (UNESR): Universidad Nacional Experimental Simón Rodríguez.
- (UTDFT): Universidad Territorial Deltaica Francisco Tamayo.
- (UNEFA): Universidad Nacional Experimental de la Fuerza Armada.
- (UNA): Universidad Nacional Abierta, Centro local Delta Amacuro.
- (IUMPM): Instituto Universitario de Mejoramiento Profesional del Magisterio, Extensión Tucupita.
- (UBV): Universidad Bolivariana de Venezuela

### Jardines de infancia
- Jardín de Infancia Tucupita.
- Jardín de Infancia Monseñor Argimiro García de Espinoza.
- Jardín de Infancia María Natividad Herrera de Cotúa.
- Jardín de Infancia Ceferino Rojas Díaz.
- Jardín de Infancia Sagrada Familia
- Jardín de Infancia María Auxiliadora.
- Jardín de Infancia Rayito de Luz.
- Jardín de Infancia Simón Rodríguez

### Escuelas Básicas
- Escuela Básica Ceferino Rojas Díaz
- Escuela Básica Simón Rodríguez
- Escuela Básica Tarcisia de Romero
- Escuela Básica Angélica Medina de Fermín

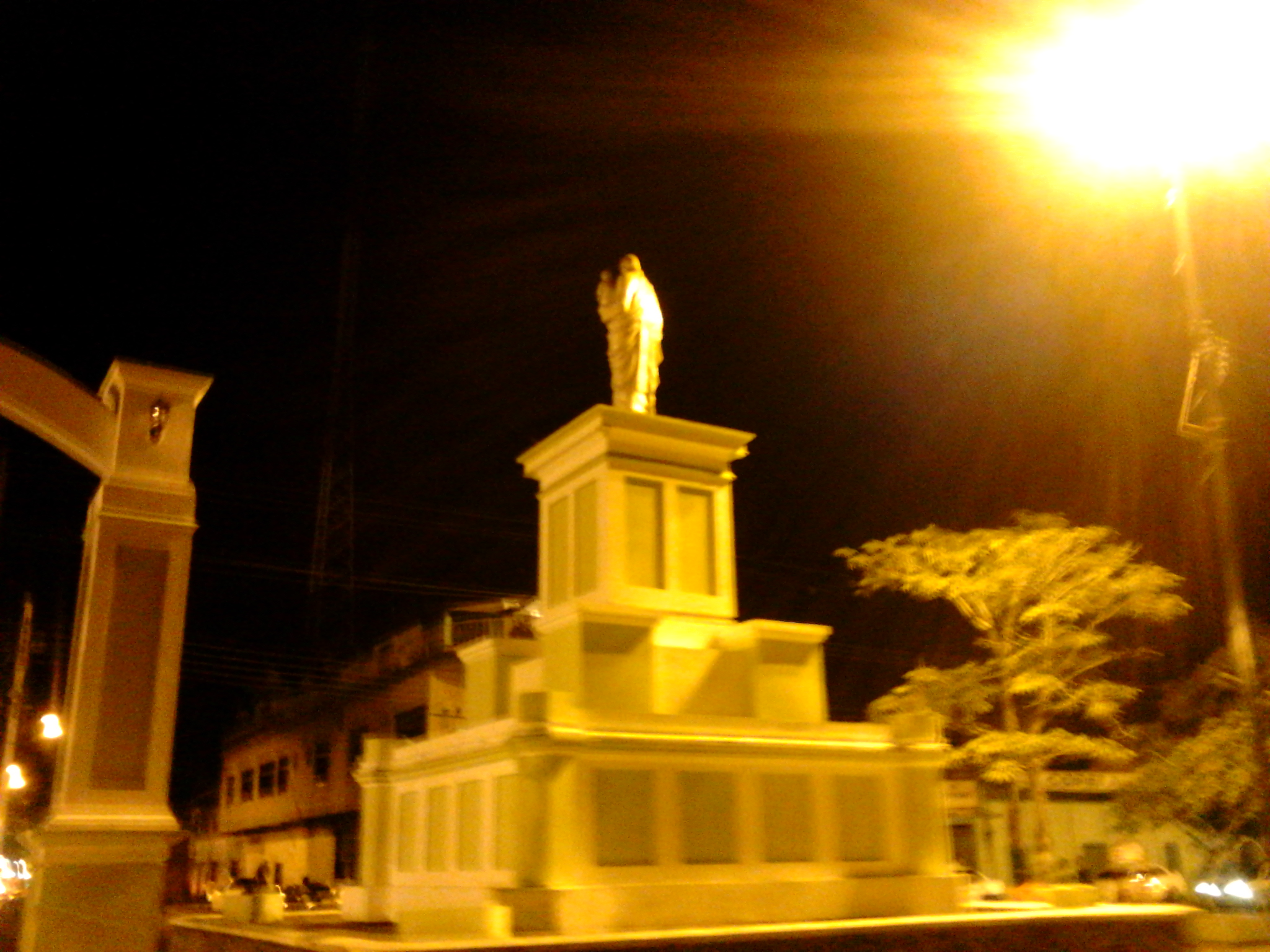
Estatua San José, paseo Malecón de noche

- Escuela Básica Alejandro Petion
- Escuela Básica Carabobo

### Liceos Públicos
- L.B. Aníbal Rojas Pérez.
- L.B. Dionisio López Orihuela
- L.B. Néstor Luis Pérez.
- Escuela Técnica Francisco de Miranda (Antigua Isla Guara).
- L.B. Monseñor Argimiro García.
- Unidad Educativa de "Talento Deportivo”
- L.B José Antonio Páez
- L.B. José Enrique Rodo
- L.B. Hugo Chávez Frías

### Colegios Privados
- U.E. Sagrada Familia.
- U.E. Henri Pittier.
- U.E. María Natividad Herrera de Cotúa.
- U.E. María Auxiliadora.
- U.E. Santos Michelena.
- U.E. Rosa Mística.
- U.E. José María Ayala de Romero.
- U.E. Simón Bolívar.

## Medios de Comunicación

### Prensa
- Notidiario.
- Delta Magazine.
- El Periódico del Delta.

### Radio
- 89.1 FM Deltanísima.
- 89.9 FM La sureña del delta.
- 90.5 FM RÍO.
- 90.1 FM RNV Canal Informativo.
- 92.1 FM Fe y Alegría.
- 92.9 FM Orinoco.
- 93.5 FM Visión.
- 95.1 FM Roca Fuerte.
- 97.5 FM Chévere.
- 98.5 FM Oceánica.
- 103.5 FM Plenitud.
- 100.9 FM Ritmo.
- 104.9 FM Okey.
- 107.5 FM Caliente.

### Televisión
- TV Delta fundado en 1999.
- Tucupita TV, Canal 8, fundado en 2008.
- Cableimagen, Empresa de televisión por suscripción sin fines de lucro.
- Kaina TV.